# Yuan esecutivo
Lo Yuan esecutivo è il ramo esecutivo del governo della Repubblica di Cina (Taiwan).

## Organizzazione e struttura
È diretto da un capo (spesso tradotto come premier) e ha un vice capo (o vice premier), dodici ministri del governo, vari presidenti di commissioni e da cinque a nove ministri senza portafoglio come suoi membri. Il vice premier, i ministri e i presidenti sono nominati dal presidente della Repubblica di Cina su raccomandazione del premier.
La sua formazione, come uno dei cinque Yuan del governo, è derivata dai Tre Principi del Popolo, la teoria costituzionale di Sun Yat-sen, ma è stata regolata nel corso degli anni per adattarsi alla situazione della Repubblica di Cina con i cambiamenti delle leggi e alla Costituzione della Repubblica di Cina.

### Ministeri
| Carica                                       | Cinese       | Pinyin                     | Titolare | Titolare                | Titolare |
| -------------------------------------------- | ------------ | -------------------------- | -------- | ----------------------- | -------- |
| Presidente dello Yuan Esecutivo              | 行政院院長   | Xíngzhèngyuàn yuànzhǎng    |          | Cho Jung-tai (PPD)      |          |
| Vicepresidente dello Yuan Esecutivo          | 行政院副院長 | Xíngzhèngyuàn fù yuànzhǎng |          | Cheng Li-chun (PPD)     |          |
| Segretario generale dello Yuan Esecutivo     | 行政院秘書長 | Xíngzhèngyuàn mìshūzhǎng   |          | Kung Ming-hsin (Ind.)   |          |
| Ministro dell'interno                        | 內政部長     | Nèizhèng bùzhǎng           |          | Liu Shyh-fang (PPD)     |          |
| Ministro degli affari esteri                 | 外交部長     | Wàijiāo bùzhǎng            |          | Lin Chia-lung (PPD)     |          |
| Ministro della difesa nazionale              | 國防部長     | Guófáng bùzhǎng            |          | Wellington Koo (PPD)    |          |
| Ministro delle finanze                       | 財政部長     | Cáizhèng bùzhǎng           |          | Chuang Tsui-yun (Ind.)  |          |
| Ministro dell'istruzione                     | 教育部長     | Jiàoyù bùzhǎng             |          | Cheng Ying-yao (Ind.)   |          |
| Ministro della giustizia                     | 法務部長     | Fǎwù bùzhǎng               |          | Cheng Ming-chien (Ind.) |          |
| Ministro degli affari economici              | 經濟部長     | Jīngjì bùzhǎng             |          | J.W. Kuo (Ind.)         |          |
| Ministro dei trasporti e delle comunicazioni | 交通通訊部長 | Jiāotōng tōngxùn bùzhǎng   |          | Li Meng-yen (Ind.)      |          |
| Ministro della salute e del benessere        | 衛生福利部長 | Wèishēng fúlì bùzhǎng      |          | Chiu Tai-yuan (PPD)     |          |
| Ministro della cultura                       | 文化部長     | Wénhuà bùzhǎng             |          | Li Yuan (PPD)           |          |
| Ministro del lavoro                          | 勞動部長     | Láodòng bùzhǎng            |          | Ho Pei-shan (PPD)       |          |
| Ministro degli affari digitali               | 數位發展部長 | Shùwèi fāzhǎn bùzhǎng      |          | Huang Yen-nun (Ind.)    |          |
| Ministro dell'agricoltura                    | 農業部長     | Nóngyè bùzhǎng             |          | Chen Junne-jih (Ind.)   |          |
| Ministro dell'ambiente                       | 環境部長     | Huánjìng bùzhǎng           |          | Peng Chi-ming (Ind.)    |          |

Ministri senza portafoglio:
- Chen Shih-chung (PPD)
- Shih Che (PPD)
- Dereck Chen (PPD)
- Yang Jen-ni (Ind.)
- Lin Min-hsin (Ind.)
- Liu Jin-ching (Ind.)
- Wu Cheng-wen (Ind.)

### Consigli e commissioni
Con il potere di varie leggi o anche della Costituzione, sotto il Consiglio dello Yuan esecutivo si sono formate diverse assemblee individuali per far rispettare le diverse funzioni esecutive del governo.
I membri del comitato dei consigli sono generalmente:
1. funzionari del governo ai fini del coordinamento e della cooperazione interdipartimentale;
2. professionisti riconosciuti per la loro reputazione e indipendenza.

#### Lista dei consigli e delle commissioni
- Consiglio degli affari dei veterani
- Consiglio degli affari hakka
- Consiglio per le popolazioni indigene
- Consiglio per gli affari continentali
- Consiglio nazionale per lo sviluppo
- Consiglio per gli affari comunitari d'oltremare
- Commissione di vigilanza finanziaria
- Consiglio dell'agricoltura
- Commissione per la costruzione pubblica
- Consiglio dell'energia atomica

### Commissioni indipendenti
Ci sono, o ci sarebbero, commissioni esecutive indipendenti sotto il Consiglio dello Yuan esecutivo. I capi di queste istituzioni non sarebbero interessati da alcun cambiamento del Premier. Tuttavia, le relative leggi organiche sono attualmente in fase di revisione.

#### Lista delle Commissioni indipendenti
- Commissione elettorale centrale
- Commissione per il commercio equo e solidale
- Commissione nazionale delle comunicazioni

### Direzioni generali e agenzie
- Amministrazione dell'ambiente
- Amministrazione della guardia costiera
- Direzione generale del bilancio, della contabilità e delle statistiche
- Direzione generale dell'amministrazione personale
- Banca centrale
- Museo nazionale del palazzo

## Organizzazioni non più gestite dallo Yuan esecutivo

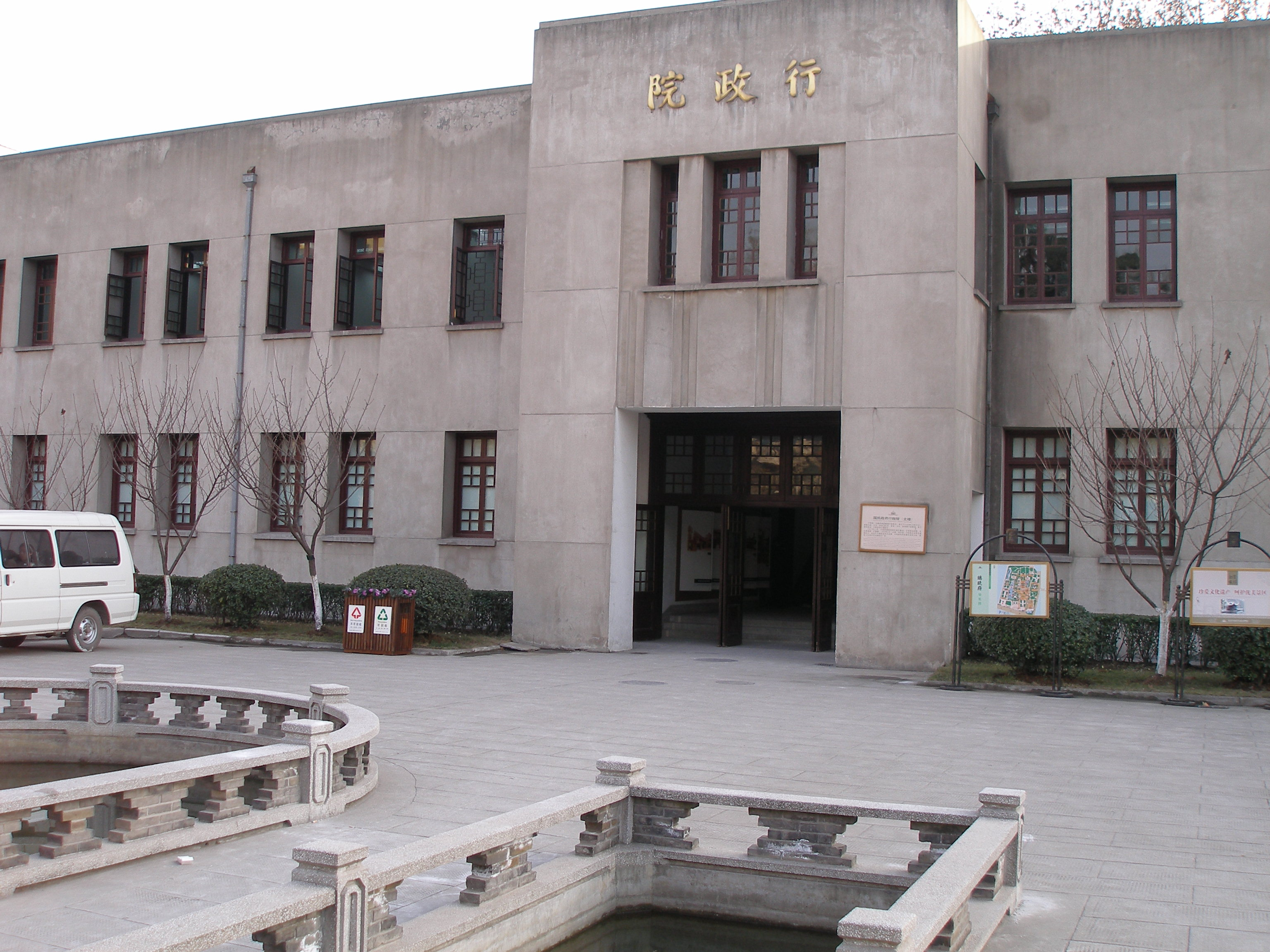
Ex edificio dello Yuan esecutivo nel Palazzo Presidenziale di Nanchino (1928-1937)

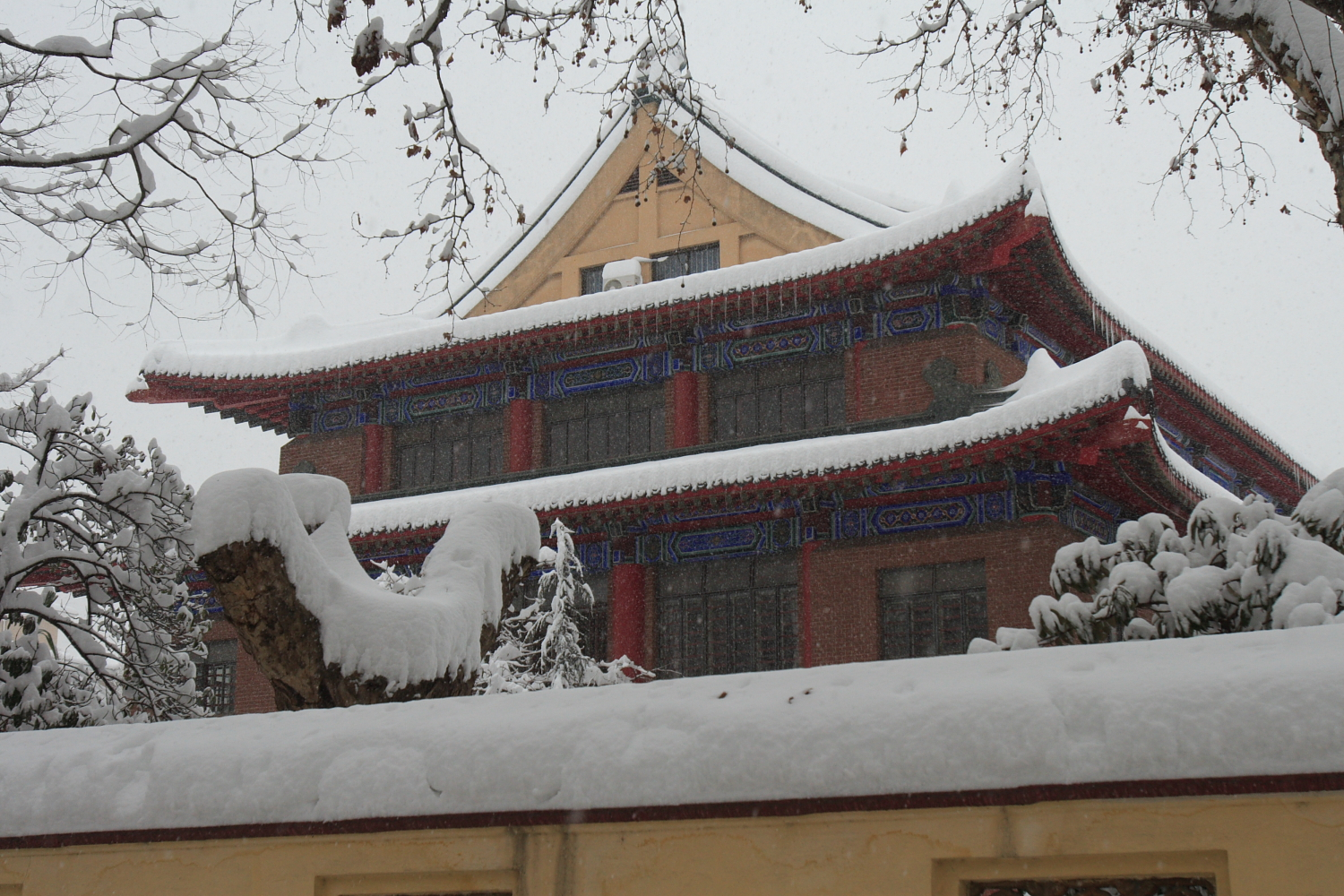
Ex edificio dello Yuan esecutivo nel distretto Gulou a Nanchino (1946-1949)

A causa della ristrutturazione periodica dell'organo governativo, ci sono alcune agenzie che possono essere sciolte o essere fuse con altre agenzie più grandi e più attive. Basandosi sul sito web dello Yuan esecutivo, le seguenti agenzie non sono più gestite dallo Yuan esecutivo:
- Consiglio per la sicurezza aerea, dal 20 maggio 2012[3]
- Comitato per la Protezione dei Consumatori, dal 1º gennaio 2012
- Commissione Nazionale per la Prevenzione e la Protezione dei Disastri: un comitato composto da una task-force autorizzata dalla legge di prevenzione e protezione dei disastri.

### Organizzazioni disciolte o non funzionanti
- Consiglio Nazionale per l'Unificazione, dal 27 febbraio 2006
- Ufficio di Informazione del Governo, dal 20 maggio 2012
- Consiglio per la Pianificazione e lo Sviluppo Economico, dal 21 gennaio 2014
- Commissione per la Ricerca, Sviluppo e Valutazione, dal 21 gennaio 2014

## Consiglio dello Yuan esecutivo
Il Consiglio dello Yuan esecutivo è il principale organo politico del governo della Repubblica di Cina. Comprende il premier, che presiede le sue riunioni, il vicepremier, i ministri senza portafogli, i capi dei ministeri e i capi della Commissione per gli affari mongoli e tibetani e la Commissione per gli affari esteri cinesi. Possono essere presenti anche il segretario generale, il vice segretario generale dello Yuan esecutivo e i capi di altre organizzazioni dello Yuan esecutivo (questi ultimi su invito) ma non possono votare. L'articolo 58 della Costituzione della Repubblica di Cina autorizza il Consiglio dello Yuan esecutivo a valutare le bollette statutarie e di bilancio riguardanti la legge marziale, l'amnistia, le dichiarazioni di guerra, la conclusione della pace, i trattati e altri importanti affari prima di passarlo allo Yuan legislativo.

## Relazioni con lo Yuan legislativo
Il Consiglio dello Yuan esecutivo deve presentare ai legislatori una dichiarazione politica annuale e una relazione amministrativa. Il Comitato legislativo può anche convocare membri del Consiglio dello Yuan esecutivo per un interrogatorio.
Ogni volta che vi è disaccordo tra il Consiglio legislativo e il Consiglio dello Yuan esecutivo, il Comitato legislativo può adottare una risoluzione che chiede al Consiglio dello Yuan esecutivo di modificare la proposta di politica in questione. Lo Yuan esecutivo, a sua volta, può chiedere ai Legislatori di riconsiderare. In seguito, se il Consiglio Legislativo adotta la risoluzione originale, il premier deve rispettare la risoluzione o dimettersi. Il Consiglio dello Yuan esecutivo può altresì presentare un disegno di legge di bilancio alternativo se si ritiene difficile eseguire quello approvato dal Comitato legislativo.

## Capi

### Presidenti dello Yuan esecutivo

#### Presidenti dello Yuan esecutivo a Nanchino (1928-1949)
- Tan Yankai (10 ottobre 1928 - 22 settembre 1930)
- Tse-ven Soong (22 settembre - 4 dicembre 1930)
- Chiang Kai-shek (4 dicembre 1930 - 15 dicembre 1931)
- Chen Mingshu (15 dicembre - 28 dicembre 1931)
- Sun Fo (28 dicembre 1931 - 28 gennaio 1932)
- Wang Jingwei (28 gennaio 1932 - 7 dicembre 1935)
- Chiang Kai-shek (7 dicembre 1935 - 1º gennaio 1938)
- K'ung Hsiang-hsi (1º gennaio 1938 - 20 novembre 1939)
- Chiang Kai-shek (20 novembre 1939 - 31 maggio 1945)
- Tse-ven Soong (31 maggio 1945 - 1º marzo 1947)
- Chiang Kai-shek (1º marzo - 18 aprile 1947)
- Chang Chun (18 aprile 1947 - 24 maggio 1948)
- Wong Wen-hao (24 maggio - 26 novembre 1948)
- Sun Fo (26 novembre 1948 - 12 marzo 1949)
- He Yingqin (12 marzo - 3 giugno 1949)
- Yan Xishan (3 giugno 1949 - dicembre 1949)

#### Presidenti dello Yuan esecutivo a Taiwan (1949-oggi)
- Yan Xishan (dicembre 1949 - 7 marzo 1950)
- Chen Cheng (7 marzo 1950 - 7 giugno 1954)
- Yü Hung-chün (17 giugno 1954 - 30 giugno 1958)
- Chen Cheng (30 giugno 1958 - 15 dicembre 1963)
- Yen Chia-kan (15 dicembre 1963 - 29 maggio 1972)
- Chiang Ching-kuo (29 maggio 1972 - 30 maggio 1978)
- Sun Yun-suan (30 maggio 1978 - 20 maggio 1984)
- Yu Kuo-hwa (20 maggio 1984 - 21 maggio 1989)
- Lee Huan (21 maggio 1989 - 30 maggio 1990)
- Hau Pei-tsun (30 maggio 1990 - 10 febbraio 1993)
- Lien Chan (10 febbraio 1993 - 1º settembre 1997)
- Vincent Siew (1º settembre 1997 - 20 maggio 2000)
- Tang Fei (20 maggio - 6 ottobre 2000)
- Chang Chun-hsiung (6 ottobre 2000 - 1º febbraio 2001)
- Yu Shyi-kun (1º febbraio 2001 - 1º febbraio 2005)
- Frank Hsieh (1º febbraio 2005 - 25 gennaio 2006)
- Su Tseng-chang (25 gennaio 2006 - 21 maggio 2007)
- Chang Chun-hsiung (21 maggio 2007 - 19 maggio 2008)
- Liu Chao-shiuan (20 maggio 2008 - 10 settembre 2009)
- Wu Den-yih (10 settembre 2009 - 6 febbraio 2012)
- Chen Chun (6 febbraio 2012 - 18 febbraio 2013)
- Jiang Yi-huah (18 febbraio 2013 - 8 dicembre 2014)
- Mao Chi-kuo (8 dicembre 2014 - 18 gennaio 2016)
- Chang San-cheng (18 gennaio 2016 - 20 maggio 2016; ad interim fino al 1º febbraio 2016)
- Lin Chuan (20 maggio 2016 - 7 settembre 2017)
- Lai Ching-te (7 settembre 2017 - 14 gennaio 2019)
- Su Tseng-chang (14 gennaio 2019 - 31 gennaio 2023)
- Chen Chien-jen (31 gennaio 2023 - 20 maggio 2024)
- Cho Jung-tai (20 maggio 2024 - in carica)

### Vicepresidenti dello Yuan esecutivo

#### Vicepresidenti dello Yuan esecutivo a Nanchino (1928-1948)
- Feng Yuxiang (28 ottobre 1928 - 11 ottobre 1930)
- Soong Tse-ven (11 ottobre 1930 - 16 dicembre 1931)
- Chen Mingshu (16 dicembre 1931 - 29 gennaio 1932)
- Soong Tse-ven (29 gennaio 1932 - 4 novembre 1933)
- Kung Hsiang-hsi (4 novembre 1933 - 1º gennaio 1938)
- Chang Ch'ün (1 gennaio 1938 - 11 dicembre 1939)
- Kung Hsiang-hsi (11 dicembre 1939 - 4 giugno 1945)
- Weng Wenhao (4 giugno 1945 - 18 aprile 1947)
- Wang Yunwu (18 aprile 1947 - 24 maggio 1948)

#### Vicepresidenti dello Yuan esecutivo a Taiwan (1948-oggi)
- Ku Meng-yu (24 maggio 1948 - 22 giugno 1948)
- Chang Li-sheng (22 giugno 1948 - 23 dicembre 1948)
- Wu Tieh-cheng (23 dicembre 1948 - 21 marzo 1949)
- Chia Ching-teh (21 marzo 1949 - 12 giugno 1949)
- Chu Chia-hua (12 giugno 1949 - 12 marzo 1950)
- Chang Li-sheng (12 marzo 1950 - 1º giugno 1954)
- Huang Shao-ku (1º giugno 1954 - 15 luglio 1958)
- Wang Yun-wu (15 luglio 1958 - 16 dicembre 1963)
- Yu Ching-tang (16 dicembre 1963 - 1º giugno 1966)
- Huang Shao-ku (1º giugno 1966 - 1º luglio 1969)
- Chiang Ching-kuo (1º luglio 1969 - 1º giugno 1972)
- Hsu Ching-chung (1º giugno 1972 - 1º dicembre 1981)
- Chiu Chuang-huan (1º dicembre 1981 - 1º giugno 1984)
- Lin Yang-kang (1º giugno 1984 - 1º maggio 1987)
- Lien Chan (1º maggio 1987 - 22 luglio 1988)
- Shih Chi-yang (22 luglio 1988 - 27 febbraio 1993)
- Hsu Li-teh (27 febbraio 1993 - 1º settembre 1997)
- Chiang Hsiao-yen (1º settembre 1997 - 11 dicembre 1997)
- Liu Chao-shiuan (11 dicembre 1997 - 20 maggio 2000)
- Yu Shyi-kun (20 maggio 2000 - 27 luglio 2000)
- Chang Chun-hsiung (27 luglio 2000 - 6 ottobre 2000)
- Lai In-jaw (6 ottobre 2000 - 1º febbraio 2002)
- Lin Hsin-i (1º febbraio 2002 - 20 maggio 2004)
- Yeh Chu-lan (20 maggio 2004 - 1º febbraio 2005), prima donna vicepresidente di ogni ramo governativo
- Wu Rong-i (1º febbraio 2005 - 25 gennaio 2006)
- Tsai Ing-wen (25 gennaio 2006 - 21 maggio 2007)
- Chiou I-jen (21 maggio 2007 - 6 maggio 2008)
- Chang Chun-hsiung (6 maggio 2008 - 20 maggio 2008), ad interim
- Chiu Chang-hsiung (20 maggio 2008 - 10 settembre 2009)
- Chu Li-luan (10 settembre 2009 - 17 maggio 2010)
- Chen Chun (17 maggio 2010 - 6 febbraio 2012)
- Jiang Yi-huah (6 febbraio 2012 - 18 febbraio 2013)
- Mao Chi-kuo (18 febbraio 2013 - 7 dicembre 2014)
- Chang San-cheng (8 dicembre 2014 - 1º febbraio 2016)
- Duh Tyzz-jiun (1º febbraio 2016 - 19 maggio 2016)
- Lin Hsi-yao (20 maggio 2016 - 14 gennaio 2019)
- Chen Chi-mai (14 gennaio 2019 - 31 gennaio 2023)
- Cheng Wen-tsan (31 gennaio 2023 - 20 maggio 2024)
- Cheng Li-chun (20 maggio 2024 - in carica)

### Segretari Generali dello Yuan esecutivo
- Hsieh Shen-shan (27 gennaio 1999 – 20 maggio 2000)
- Wea Chi-lin (20 maggio 2000 – 6 ottobre 2000)
- Chiou I-jen (6 ottobre 2000 – 1 febbraio 2002)
- Lee Ying-yuan (1 febbraio 2002 – 1 luglio 2002)
- Liu Shyh-fang (1 luglio 2002 – 20 maggio 2004)
- Authur Iap (20 maggio 2004 – 1 febbraio 2005)
- Lee Ying-yuan (1 febbraio 2005 – 19 settembre 2005)
- Liu Yuh-san (19 settembre 2005 – 21 maggio 2007)
- Chen Chin-jun (21 maggio 2007 – 20 maggio 2008)
- Hsueh Hsiang-chuan (20 maggio 2008 – 10 settembre 2009)
- Lin Join-sane (10 settembre 2009 – 5 febbraio 2012)
- Lin Yi-shih (6 febbraio 2012 – 29 giugno 2012)
- Chen Shyh-kwei (10 luglio 2012 – 18 febbraio 2013)
- Chen Wei-zen (18 febbraio 2013 – 25 febbraio 2014)
- Lee Shih-chuan (26 febbraio 2014 – 24 gennaio 2015)
- Chien Tai-lang (24 gennaio 2015 – 20 maggio 2016)
- Chen Mei-ling (20 maggio 2016 – 7 settembre 2017)
- Cho Jung-tai (8 settembre 2017 – 28 dicembre 2018)
- Ho Pei-hsan (28 dicembre 2018 – 13 gennaio 2019)
- Li Meng-yen (14 gennaio 2019 – 20 maggio 2024)
- Kung Ming-hsin (20 maggio 2024 - in carica)

## Composizioni precedenti

### Governo Chen Chien-jen (2023-2024)
| Carica                                       | Cinese       | Pinyin                     | Titolare | Titolare                 | Titolare |
| -------------------------------------------- | ------------ | -------------------------- | -------- | ------------------------ | -------- |
| Presidente dello Yuan Esecutivo              | 行政院院長   | Xíngzhèngyuàn yuànzhǎng    |          | Chen Chien-jen (PPD)     |          |
| Vicepresidente dello Yuan Esecutivo          | 行政院副院長 | Xíngzhèngyuàn fù yuànzhǎng |          | Cheng Wen-tsan (PPD)     |          |
| Segretario generale dello Yuan Esecutivo     | 行政院秘書長 | Xíngzhèngyuàn mìshūzhǎng   |          | Li Meng-yen (Ind.)       |          |
| Ministro dell'interno                        | 內政部長     | Nèizhèng bùzhǎng           |          | Lin Yu-chang (PPD)       |          |
| Ministro degli affari esteri                 | 外交部長     | Wàijiāo bùzhǎng            |          | Joseph Wu (PPD)          |          |
| Ministro della difesa nazionale              | 國防部長     | Guófáng bùzhǎng            |          | Chiu Kuo-cheng (Ind.)    |          |
| Ministro delle finanze                       | 財政部長     | Cáizhèng bùzhǎng           |          | Chuang Tsui-yun (Ind.)   |          |
| Ministro dell'istruzione                     | 教育部長     | Jiàoyù bùzhǎng             |          | Pan Wen-chung (Ind.)     |          |
| Ministro della giustizia                     | 法務部長     | Fǎwù bùzhǎng               |          | Tsai Ching-hsiang (Ind.) |          |
| Ministro degli affari economici              | 經濟部長     | Jīngjì bùzhǎng             |          | Wang Mei-hua (Ind.)      |          |
| Ministro dei trasporti e delle comunicazioni | 交通通訊部長 | Jiāotōng tōngxùn bùzhǎng   |          | Wang Kwo-tsai (Ind.)     |          |
| Ministro della salute e del benessere        | 衛生福利部長 | Wèishēng fúlì bùzhǎng      |          | Hsueh Jui-yuan (PPD)     |          |
| Ministro della cultura                       | 文化部長     | Wénhuà bùzhǎng             |          | Shih Che (PPD)           |          |
| Ministro del lavoro                          | 勞動部長     | Láodòng bùzhǎng            |          | Hsu Ming-chun (PPD)      |          |
| Ministro degli affari digitali               | 數位發展部長 | Shùwèi fāzhǎn bùzhǎng      |          | Audrey Tang (Ind.)       |          |
| Ministro dell'agricoltura                    | 農業部長     | Nóngyè bùzhǎng             |          | Chen Chi-chung (Ind.)    |          |
| Ministro dell'ambiente                       | 環境部長     | Huánjìng bùzhǎng           |          | Hsueh Fu-cheng (Ind.)    |          |

## Trasporti
L'edificio dello Yuan esecutivo è a pochi passi a est della Taipei Railway Station o ad ovest della stazione Shandao Temple della metropolitana di Taipei.